# Кизилбаші

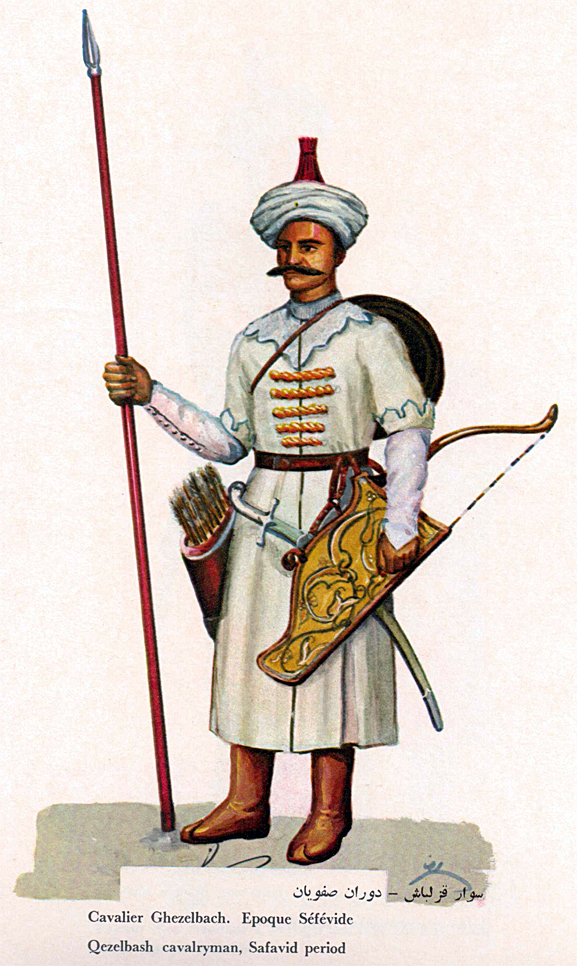
Кіннотник кизилбаш (XV–XVI століття)

Кизилбаші (кізільбаші, від тюркськ. «червоноголові», азерб. Qızılbaş, перс. قزلباش Qizilbāsh, тур. Kızılbaş) — історична спільнота, під якою розуміють:
1. об'єднання тюркських кочових племен (шамлу, румлу, устаджлу, текелі, афшар, каджар, зулькадар тощо), які розмовляли азербайджанською.
2. Піддані Сефевідської держави, незалежно від їхньої етнічної приналежності. Кіннота Сефевідів. У турків термін уживався лише стосовно персів).
3. етнічна група в Афганістані.
4. у Туреччині прибічники радикальної шиїтської секти алі-ілахі, до яких належать племена юрюків, частина туркменів і, частково курди (племена беллікан, мілан, балашагхі, курешлі, кочкірі).

## Історія
Між XI і XV ст. племена огузів розселилися на широкому просторі Малої Азії, Сирії, Азербайджану та Ірану; частина їх входила в племінні об'єднання Кара Коюнлу і Ак Коюнлу. Вони підпали під вплив суфійського ордену «Сефевійя», чиї шейхи мали резиденцію в Ардебілі, але не мали світської влади, оскільки володарями Ардебіля були еміри з тюркського племені джагірлу.
Шиїтська пропаганда сефевідських шейхів знайшла найбільше прихильників у Малій Азії. Там, в результаті політики османських султанів, які починаючи з Баязида I дедалі більше спиралися на турецьких осілих феодалів Румелії, яких було відсунуто на задній план кочові феодали Малої Азії були незадоволені такою політикою. Уже з XIII століття шиїзм поширювався в Малій Азії. А пізніше, на рубежі XV і XVI ст. за відомостями венеційських посланників (1514 рік), 4/5 жителів Малої Азії були шиїтами. Малоазіатські кочові тюркські племена стали опорою і головною силою ордену «Сефевійя».
Спочатку в союзі було сім огузських племен, які визнали себе мюридами сефевідського шейха: шамлу, румлу, устаджлу, текелі, афшар, каджар, зулькадар; але в XV столітті згадуються також і інші тюркські племена, що приєдналися до Сефевідів: баяті, караманлі, байбуртлу та  інші. Вплив войовничих тюркських племен змінив характер ордену. Ж. Обен наводить текст, де говориться, що в братстві кизилбашів «не було ні свого, ані мого, а їли вони все, що мали, спільно».
З представників тюркських племен формуються загони добровольців-газіїв, які в другій половині XV століття здійснюють набіги під гаслом священної війни на Грузію, Трапезунд і Дагестан. Шейх Гейдар надав їм міцну організацію і зобов'язав носити замість колишньої високої папахи шапку з 12 пурпуровими смужками на честь 12 шиїтських імамів. Відтоді ці племена почали називати кизилбашами (азербайджанською «червоноголові»). Так орден Сефевійя в XV столітті перетворився в військове братство тюркських кочівників, свого роду духовно-лицарський орден.

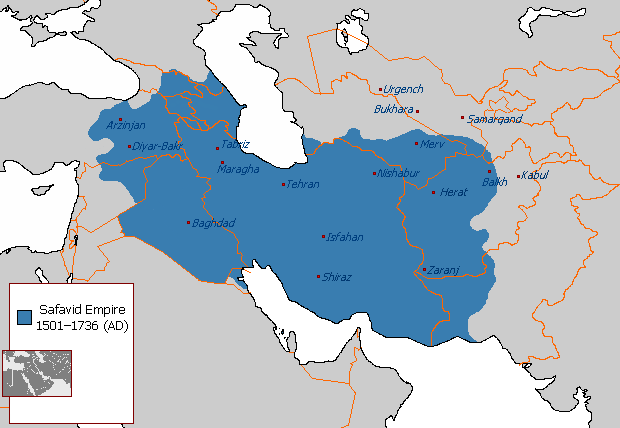
Імперія Сефевидів, або держава Кизилбашів

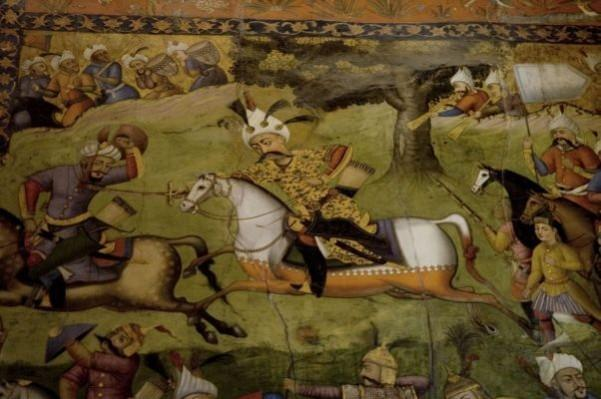
Аббас I Великий

Кизилбаші голили бороди, відпускали довгі азербайджанські вуса, а на голеній голові залишали чуб. За словами агента Московської компанії Лайонела Племтрі, який побував в Сефевідської імперії в 1568-1574 роках, довжина чуба могла досягати 2 футів (~ 61 см), а її власники вірили в те що за допомогою нього вони легше перенесуться на небо, коли помруть.
У 1501 році 7 тисяч кизилбашів розгромили 30-тисячне військо султана Альвенда Ак-Коюнлу, і після коронації в Тебрізі юний шейх Ісмаїл став першим шахиншахом династії Сефевідів. Він дав племені назву «шахсевени» («люблячі шаха»), тоді як групи кизилбашів у Східному Ірані зберегли колишнє ім'я. У 1503 році в битві при Хамадані 12 тис. кизилбашів змусили до втечі 70 тис. воїнів султана Східного Ірану Мурада Ак-Коюнлу, внаслідок чого влада Сефевідів поширилася на великій території від Євфрату до Амудар'ї. У 1508-1513 роках у Східній Анатолії, яка перебувала під владою Османської імперії, вибухнуло велике повстання кизилбашів, які намагалися приєднається до Сефевідів. Османи придушели повстання зі складнощами. 
Кизилбашська еліта панувала в Ірані аж до кінця XVI століття, тобто до реформ шаха Аббаса I. З кизилбашських племен складалося ядро феодального ополчення; їхні еміри розділили між собою більшу частину земельного фонду; з них призначалися головні придворні сановники, намісники областей і начальники; при дворі та  війську панувала азербайджанська тюркська мова. Центральної областю держави довго був Азербайджан.
Щоб урівноважити вплив кизилбашів, які підтримували, залежно від своїх інтересів, того чи іншого члена династії, Сефевіди з роками дедалі більше спирались на гулямів, так як вони відзначались особистою відданістю шаху, оскільки на відміну від кизилбашів їхня кар'єра цілковито залежала від милості чинного монарха. Аббас I наказав формувати особисту охорону шаха винятково з гулямів. 

## Афганістан
За даними 1996 року кизилбаші становили 1,0% населення Афганістану. Відповідно до конституції Афганістану 2004 року кизилбаші є однією з етнічних груп, що складають афганський народ. В інших джерелах вказані як азербайджанці. Є нащадками кизилбашів, яких розселили на східному кордоні для охорони кордонів.  